# Župnija Sveti Anton na Pohorju
Župnija Sveti Anton na Pohorju je rimskokatoliška teritorialna župnija dekanije Radlje-Vuzenica koroškega naddekanata, ki je del nadškofije Maribor.
Župnijska cerkev je cerkev sv. Antona Padovanskega.